# Peter Schauer
Peter Schauer (* 28. Oktober 1943 in Frankfurt am Main) ist ein deutscher Archäologe für Vor- und Frühgeschichte.

## Leben
An der Johann Wolfgang Goethe-Universität Frankfurt am Main studierte Peter Schauer von 1964-1969 die Fächer Vor- und Frühgeschichte, Provinzialrömische Archäologie und Alte Geschichte. Er wurde dort 1969 mit der Dissertation „Die prähistorischen Bronzeschwerter in Süddeutschland, Österreich und der Schweiz (Griffplatten-, Griffzungen- und Griffangelschwerter)“ zum Dr. phil. promoviert. 1967/68 unternahm er ausgedehnte Reisen zur quellenkundlichen Materialaufnahme für das Dissertationsthema in Süddeutschland, Österreich, der Schweiz, Ostfrankreich, Nord- und Mittelitalien, Tschechien und Dänemark. Im Anschluss führte er als wissenschaftlicher Mitarbeiter am Seminar für Vor- und Frühgeschichte der J.W. Goethe-Universität von 1970-1972 ein weiteres Forschungsunternehmen in Westeuropa durch. Dazu waren wiederum ausgedehnte Reisen zur Quellendokumentation bronzezeitlicher Bewaffnung in Holland, Belgien, Luxemburg, Frankreich, England und auf der Iberischen Halbinsel notwendig.
Seit 1972 gehörte er dem Kollegium des Römisch-Germanischen Zentralmuseums, Forschungsinstitut für Vor- und Frühgeschichte zu Mainz, zuletzt als Oberkonservator (seit 1980) an.
Im Dienste des Zentralmuseums führten ihn landes- und quellenkundliche Forschungsreisen unter dem Thema: „Archäologische Untersuchungen zu Kulturverbindungen zwischen Mitteleuropa, der Mittelmeerwelt und Westasien“ in den östlichen Mittelmeerraum, nach Nordafrika sowie in den Vorderen und Mittleren Orient (1978–1985). Fragen archäologischer Konservierung und Restaurierung galten Forschungsaufenthalte in Peru (1987/88) und China (1989). 1990 habilitierte er sich für das Fach Vor- und Frühgeschichte an der Johannes-Gutenberg-Universität zu Mainz. 1991 wurde er zum Universitätsprofessor des Freistaates Bayern ernannt und als Ordinarius für Vor- und Frühgeschichte an die Universität Regensburg (bis 2009) berufen.
Seine während der Mainzer Jahre betriebenen Forschungen zu kulturgeschichtlichen Verbindungen zwischen Mitteleuropa, der Mittelmeerwelt und Westasien während der Metallzeiten sind in Regensburg in Form internationaler Kolloquien fortgeführt worden. Gesondert in den Blick genommen wurden daraus archäologische Untersuchungen zur bronze- und früheisenzeitlichen Kult- und Religionsgeschichte sowie zu Formierungsvorgängen (prae-)urbanen Siedlungswesens auf befestigten Höhen im Gebiet nordwärts der Alpen. Von 1995 bis 2005 erwuchs daraus der interdisziplinäre Forschungsschwerpunkt „Paläoökosystemforschung und Geschichte“ an der Universität Regensburg, der von 1998-2005 mit einem DFG-Graduiertenkolleg (462) verbunden war. Verstanden werden sollten Landschafts-, Vegetations- und Besiedlungsgeschichte in ihren wechselseitig verbundenen Prozessen. Diesem Zweck dienten u. a. drei internationale Kolloquien in Regensburg. Das Amt des Prodekans der Philosophischen Fakultät III – Geschichte, Gesellschaft und Geographie versah er 1994–95, das des Fakultätsdekans von 1995-1998. Anschließend stand er dem DFG-Graduiertenkolleg (462) „Paläoökosystemforschung und Geschichte“ (1. Förderphase, 1998–2001) vor. 2002/03 wurde der Lehrstuhl im Rahmen der Fächergruppe „Alte Welt“ an den bayerischen Universitäten und 2005 unter dem Thema „Wissenschaftsland Bayern 2020“ von einer internationalen Expertenkommission mit positivem Ergebnis begutachtet.
Im Strafverfahren vor dem Landgericht Halle wegen der Hehlerei der Himmelsscheibe von Nebra behauptete Schauer im Februar 2005 als Sachverständiger, diese wäre eine Fälschung.

## Auszeichnungen
Seit 1988 Membre du Comité d'honneur de la Union Internationale des Sciences Préhistoriques et Protohistoriques (UISPP) der UNESCO

## Mitgliedschaft
Korrespondierendes Mitglied des Deutschen Archäologischen Instituts

## Schriften (in Auswahl)
- Die Schwerter in Süddeutschland, Österreich und der Schweiz I. Prähistorische Bronzefunde IV,2. C.H. Beck'sche Verlagsbuchhandlung, München 1971, ISBN 3-406-00750-3.
- Die urnenfelderzeitlichen Bronzepanzer von Fillinges, Dép. Haute-Savoie, Frankreich. In: Jahrbuch des Römisch-Germanischen Zentralmuseums. Mainz 25, 1978 (1982), S. 92ff.
- Orient im spätbronze- und früheisenzeitlichen Occident. Kulturbeziehungen zwischen der Iberischen Halbinsel und dem Vorderen Orient während des späten 2. und des ersten Drittels des 1. Jahrtausends v. Chr. In: Jahrbuch des Römisch-Germanischen Zentralmuseums. Mainz 30, 1983, S. 175ff.
- Spuren minoisch-mykenischen und orientalischen Einflusses im atlantischen Westeuropa. In: Jahrbuch des Römisch-Germanischen Zentralmuseums. Mainz 31, 1984, S. 137ff.
- Spuren orientalischen und ägäischen Einflusses im bronzezeitlichen Nordischen Kreis. In: Jahrbuch des Römisch-Germanischen Zentralmuseums. Mainz 32, 1985, S. 123ff.
- Die Goldblechkegel der Bronzezeit. Ein Beitrag zu Kulturverbindungen zwischen Orient und Mitteleuropa. Monographien des Römisch-Germanischen Zentralmuseums 8, Dr. Rudolf Habelt Verlag, Bonn 1986, ISBN 3-7749-2238-1.
- Gemeinsam mit W. Alva Alva, M. Fecht und M. Tellenbach: Das Fürstengrab von Sipán. Entdeckung und Restaurierung. La Tumba del Señor de Sipán. Descubrimiento y restauración. Jahresgabe der Gesellschaft der Freunde des Römisch-Germanischen Zentralmuseums, Verlag des RGZM, Mainz 1989, ISBN 3-88467-022-0.
- Gemeinsam mit L. Lehóczky: Die Bronzestatue des Ma'dî karib aus dem Al'maqah-Tempel Awwâm von Ma'rib, Yemen. In: Jahrbuch des Römisch-Germanischen Zentralmuseums. Mainz 45, 1998 (1999), S. 473ff.
- Gemeinsam mit Michael Harnest: Der Schlossberg oberhalb Kallmünz, Oberpfalz. Vorbericht über die archäologischen Untersuchungsergebnisse 1999-2001. In: Beiträge zur Archäologie in der Oberpfalz und in Regensburg 5, S. 167–173, 2002.[2]
- Archäologische Untersuchungen auf dem Bogenberg, Niederbayern II. Beiträge zur Besiedlungsgeschichte, Regensburger Beiträge zur Prähistorischen Archäologie 12, Universitätsverlag Regensburg, 2003, ISBN 3-930480-37-9.
- Kritische Anmerkungen zum Bronzeensemble mit „Himmelsscheibe“ angeblich vom Mittelberg bei Nebra, Sachsen-Anhalt. In: Archäologisches Korrespondenzblatt. 35, 2005, Heft 3, S. 323ff.; Heft 4, S. 559.[3]
- Urbane Strukturen in befestigten zentralörtlichen Großsiedlungen auf Höhen der Bronze- und Urnenfelderzeit Bayerns. In: Bericht der Bayerischen Bodendenkmalpflege. 47/48, 2006/07 (2007), S. 87ff.

Herausgebertätigkeit
- Regensburger Beiträge zur Prähistorischen Archäologie 1. 1994 – 20, 2008, Universitätsverlag Regensburg.
- Gemeinsam mit E. Keller: Materialien zur Bronzezeit in Bayern 1. 1995 – 3, 2003, Universitätsverlag Regensburg.